# سان مارتين دي لا فيغا ديل ألبيرتشي
بلدية سان مارتين دي لا فيغا ديل ألبيرتشي (بالإسبانية: San Martín de la Vega del Alberche) هي بلدية تقع في مقاطعة آبلة التابعة لمنطقة قشتالة وليون وسط إسبانيا.

## الديموغرافيا
بلغ عدد سكان بلدية سان مارتين دي لا فيغا ديل ألبيرتشي 198 نسمة عام 2011 (وفقاً للمعهد الوطني للإحصاء الإسباني).
| 324 | 304 | 287 | 259 | 237 | 217 | 198 |